# مسکوین
| پرمین                                                       | سیسورالین  | آسلین     | → پس از آن  |
| کربنیفر                                                     | پنسیلوانین | گژلین     | ۲۹۸٫۹–۳۰۳٫۷ |
| کربنیفر                                                     | پنسیلوانین | کازیمووین | ۳۰۳٫۷–۳۰۷٫۰ |
| کربنیفر                                                     | پنسیلوانین | مسکوین    | ۳۰۷٫۰–۳۱۵٫۲ |
| کربنیفر                                                     | پنسیلوانین | باشکیرین  | ۳۱۵٫۲–۳۲۳٫۲ |
| کربنیفر                                                     | میسیسیپین  | سرپوخووین | ۳۲۳٫۲–۳۳۰٫۹ |
| کربنیفر                                                     | میسیسیپین  | ویزین     | ۳۳۰٫۹–۳۴۶٫۷ |
| کربنیفر                                                     | میسیسیپین  | تورنزین   | ۳۴۶٫۷–۳۵۸٫۹ |
| دوونین                                                      | پسین       | فامنین    | → پیش از آن |
| بخش‌بندی‌های دوره کربنیفر بر پایه کمیسیون بین‌المللی چینه‌شناسی |            |           |             |

مسکوین (انگلیسی: Moscovian) در مقیاس زمانی زمین‌شناسی کمیسیون بین‌المللی چینه‌شناسی یکی از اشکوب‌ها یا عصرهای از ردیف پنسیلوانین است که جدیدترین زیرسامانه از دوره کربنیفر به‌شمار می‌رود. مسکوین در ستون چینه‌شناسی پس از اشکوب باشکیرین و پیش از کازیمووین جای می‌گیرد. اشکوب مسکوین از حدود ۳۱۵٫۲ میلیون سال پیش آغاز شده و تا ۳۰۷ میلیون سال پیش ادامه یافت.

## نام‌گذاری
نام این اشکوب از نام مسکو پایتخت کشور روسیه گرفته شده است. این نام در سال ۱۸۹۰ توسط سرگئی نیکیتین چینه‌شناس روسی که بر روی بازوپایان در حوضه رود مسکو در بخش اروپایی روسیه مطالعه می‌کرد، معرفی شد.